# Telavåg

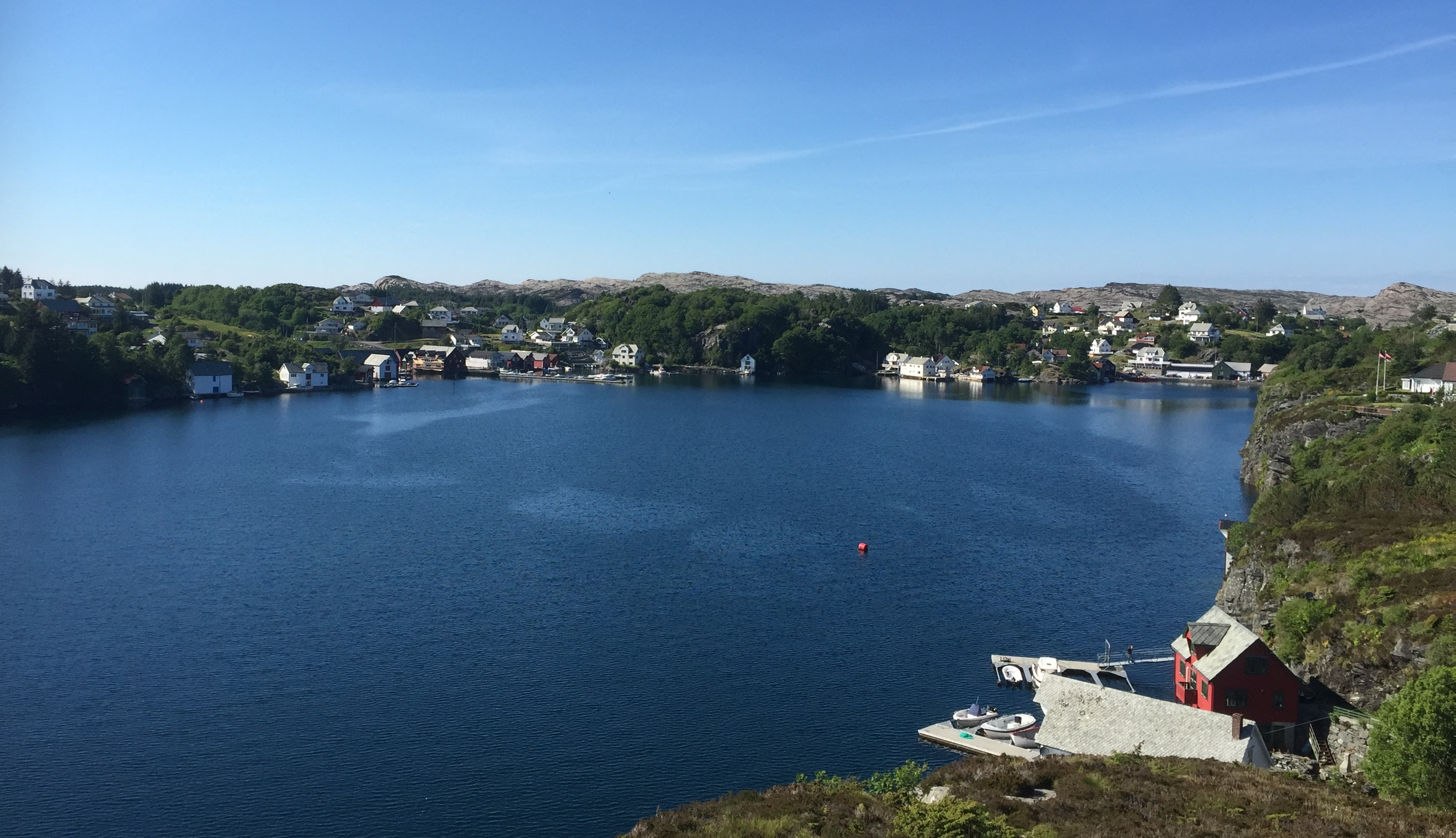
Telavåg

Telavåg ist ein Dorf mit etwa 600 Einwohnern auf der Insel Sotra an der Westküste Norwegens. Es ist Teil der Gemeinde Øygarden, Vestland, und liegt 39 km entfernt von Bergen. Am 30. April 1942 wurde das Dorf in einer sogenannten Strafaktion der Gestapo und der SS vollkommen zerstört. Dieses Kriegsverbrechen der Besatzer ist in Norwegen nicht vergessen.

## Zerstörung im Zweiten Weltkrieg

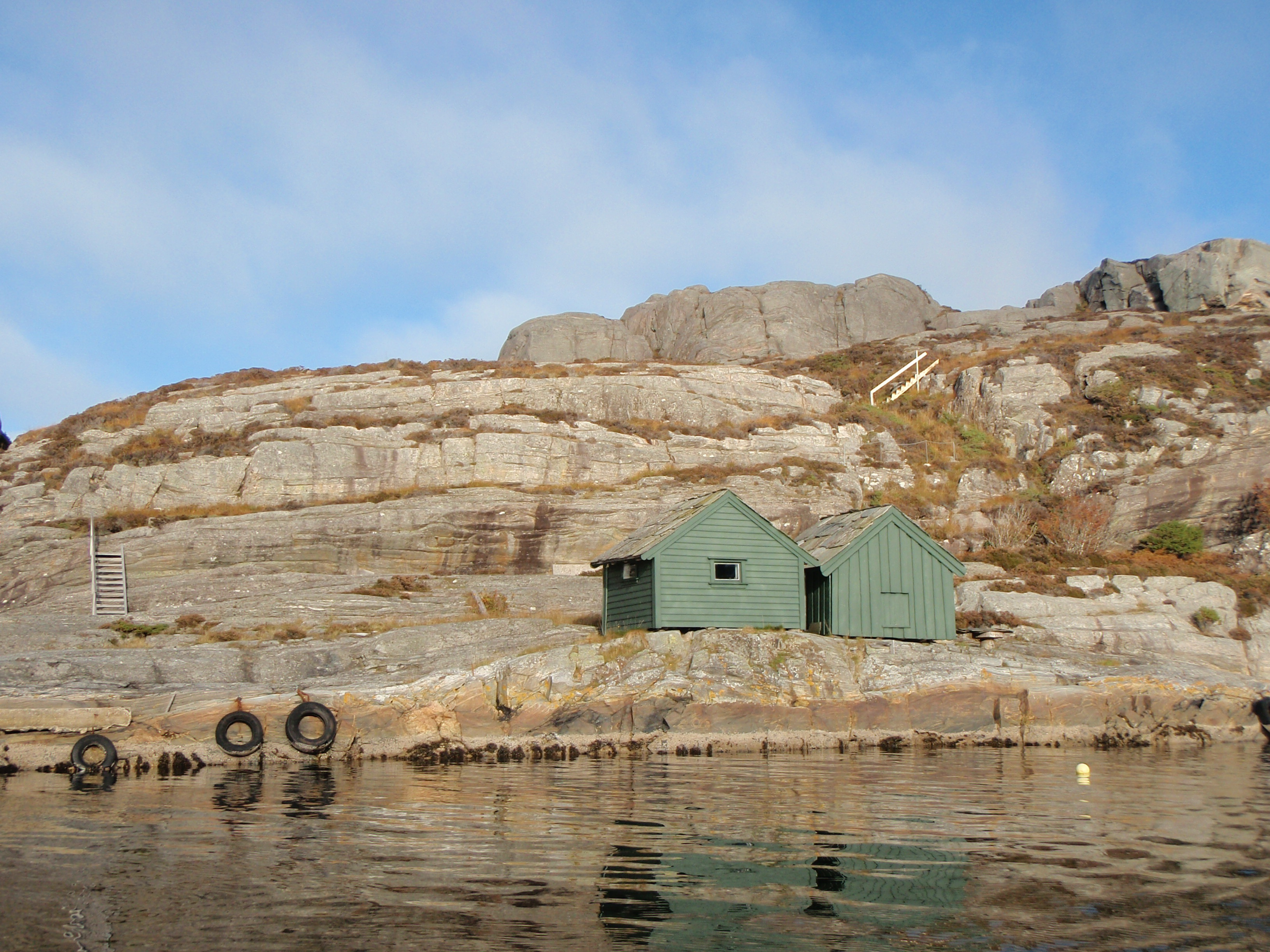
Die einzigen Gebäude, die der Zerstörung entgangen sind

Hintergrund war die Besetzung Norwegens seit dem 9. April 1940 durch 300.000 Soldaten der Wehrmacht und der SS sowie die Installation eines Kollaborateursregimes unter Vidkun Quisling. An der Westküste arbeiteten Widerstandsaktivisten mit Großbritannien zusammen und etablierten den sogenannten Shetland Bus, eine Verbindungsroute zwischen dem besetzten Norwegen und den britischen Shetlandinseln. Diese diente vor allem dem Nachschub an Material wie Personen des norwegischen Widerstands gegen die deutschen Besatzer. Zwei dieser Aktivisten, Arne Værum und Emil Gustav Hvaal, Angehörige der Widerstandsorganisation Kompani Linge, wurden am 26. April 1942 von der Gestapo in Telavåg verhaftet. Bei diesem Schusswechsel starben neben Arne Værum jedoch auch der lokale Geheimdienstchef, Hauptsturmführer Gerhard Berns aus Bergen, und sein Stellvertreter, Untersturmführer Henry Bertram.
Vier Tage später landeten morgens Boote der SS im Ort. Frauen und Kinder wurden in norwegische Lager verschleppt, die Männer ins KZ Sachsenhausen deportiert. Von den 268 deportierten Personen kamen insgesamt 54 ums Leben, weitere starben später an den Folgen. Die Häuser wurden mit allem Inventar und persönlichen Habseligkeiten gesprengt und verbrannt. Reichskommissar Josef Terboven stellte die Behauptung auf, dass der geschändete Ort als Sühnesymbol für immer eine unbewohnte Wüstenei bleiben werde.
Nach dem Krieg kehrten jedoch die überlebenden Einwohner zurück und bauten ihren Ort wieder auf. Josef Terboven hingegen beging am Tag der deutschen Kapitulation am 8. Mai 1945 Selbstmord, um der Hinrichtung zu entgehen. Heute erinnert ein 1998 eröffnetes Museum (Nordsjøfartsmuséet) an das Verbrechen.

## Rezeption in Norwegen

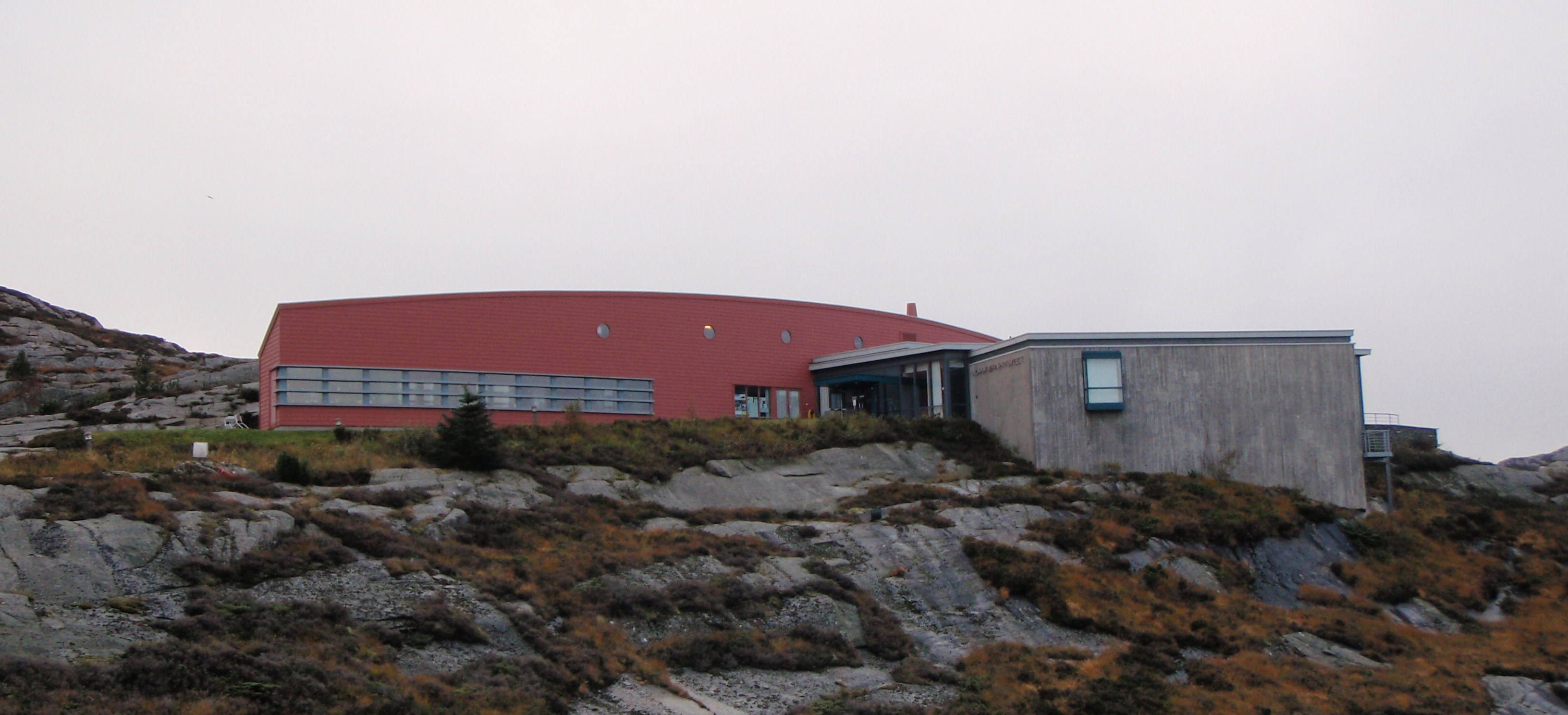
Nordsjøfartsmuséet

Am 27. Mai 1942 kam es  in Prag zu einem Anschlag auf den Leiter des Reichssicherheitshauptamts (RSHA) und Chef der deutschen Besatzer im Reichsprotektorat Böhmen und Mähren R. Heydrich, dem er am 4. Juni zum Opfer fiel. Am 9. Juni wurden parallel zur Berliner Totenfeier des NS-Regimes für Heydrich die Dörfer Lidice und Ležáky zerstört. Alle männlichen Erwachsenen wurden ermordet, Frauen und Kinder deportiert. Im ganzen Reichsprotektorat Böhmen und Mähren gab es etwa 1700 Todesopfer in der dem Heydrich-Attentat folgenden Terrorwelle. Erst in der Nachkriegszeit gab es eine Erörterung der Rechtmäßigkeit solcher pauschalen „Vergeltungsmaßnahmen“ gegen Unbeteiligte. Da es der einzige so zerstörte Ort in Norwegen war, blieb Telavåg in Norwegen mit hohem symbolischen Gehalt im kollektiven Gedächtnis. Die Reihung mit Lidice, Ležáky und anderen Orten, die unter massiven deutschen Repressionen zu leiden hatten, ist daher verständlich.